# Premio Compasso d'oro 1991
Il premio Compasso d'oro 1991 è stata la 16ª edizione della cerimonia di consegna del premio Compasso d'oro.

## Giuria
La giuria era composta da:
- Silvio Ceccato
- Marcello Inghilesi
- Victor Margolin
- Pierlugi Molinari
- Antti Nurmesniemi

## Premiazioni

### Compasso d'oro
| Designer                                                       | Prodotto                                                               | Azienda                 | Immagine |
| -------------------------------------------------------------- | ---------------------------------------------------------------------- | ----------------------- | -------- |
| Bruno Gecchelin                                                | Produttore acqua calda e refrigerata AGH 171 New                       | Riello Condizionatori   |          |
| Emilio Ambasz                                                  | Poltrone e poltroncine per ufficio Qualis                              | Tecno                   |          |
| Giugiaro Design                                                | Apparecchiatura odontoiatrica Isotron                                  | Eurodent Industrie      |          |
| Cappiello, Depero, Munari, Dudovich, Nespolo, Nizzoli, et. al. | Immagine Comunicazione della Campari 1860/1990                         | Campari                 |          |
| Giancarlo Piretti                                              | Serie di sedute Piretti Collection                                     | C.O.M.s. Coop           |          |
| Ettore Vitale                                                  | Relazione dello Stato dell'Ambiente                                    | Ministero dell'Ambiente |          |
| Giotto Stoppino                                                | Serie di maniglie/pomelli/appendiabito Alessia                         | Olivari B.              |          |
| Direzione Tecnica Piaggio                                      | Ciclomotore Sfera                                                      | Piaggio V.E.            |          |
| Design Group Italia                                            | Interruttore automatico industriale Sace Megamax F                     | ABB Sace                |          |
| Renata Fusi, Silvana Rosti e Paolo Zanotto                     | Occhiale tecnico multisport Detector                                   | Briko                   |          |
| Giorgio Decursu                                                | Serie di presse a iniezione termoplastica T200/i200                    | BM Biraghi              |          |
| Antonio Colombo e Paolo Erzegovesi                             | Bicicletta da pista Laser Nuova Evoluzione                             | Cinelli                 |          |
| Richard Sapper                                                 | Sistema componibile per ponti fissi per pale caricatrici Ponti 180/182 | Hurth Axle              |          |
| George Sowden e Simon Morgan                                   | Apperecchio per fax OFX 420                                            | Olivetti                |          |

### Premi alla carriera
- Cassina
- Gruppo aziende Guzzini (iGuzzini illuminazione & Fratelli Guzzini)
- Rodolfo Bonetto